# Maria del Mar (actriz)
Maria del Mar del Castillo (Madrid, 1964) es una actriz de televisión canadiense.

## Trayectoria
Nació en Madrid, España y creció en Ottawa, Canadá. Hizo su debut televisivo en un episodio de Walt Disney's Wonderful World of Color en 1987.
Se graduó en el instituto Nepean High School de Ottawa y estudió en la universidad de Carleton de la misma ciudad.
Interpretó papeles como actriz recurrente en series de televisión como Street Legal, TekWar, Mercy Point, Blue Murder, Terminal City, Monk y Los misterios de Murdoch.
Profesionalmente alterna su trabajo como actriz entre Toronto, en Ontario y la ciudad de Los Ángeles, en California.
Estuvo casada con el guionista Guy Mullally, con quien coincidió en la serie Street Legal. El matrimonio tuvo dos hijos; una niña llamada Paloma y un crío llamado Gabriel. La pareja se ha divorciado.
Obtuvo un galardón por su interpretación en la película A Touch of Grey (2009) en la 13.ª edición de los Canadian Comedy Awards en el año 2011  y fue candidata a un galardón por su actuación en la serie de televisión Blue Murder (2001–2004) en la 16.ª edición de los premios Gemini en el año 2001.

## Filmografía
| Año  | Título                         | Rol            | Notas          | Ref.   |
| ---- | ------------------------------ | -------------- | -------------- | ------ |
| 1993 | Cold Sweat                     | Joanne         |                | [ 6 ]  |
| 1994 | Eclipse                        | Sarah          |                | [ 7 ]  |
| 2000 | Price of Glory                 | Rita Ortega    |                | [ 8 ]  |
| 2001 | Diary of a Sex Addict          | Vita           | Vídeo          | [ 9 ]  |
| 2003 | The Dog Walker                 | Narradora      | Cortometraje   | [ 10 ] |
| 2004 | The Skulls III                 | Det. Valdez    | Vídeo          | [ 11 ] |
| 2005 | My Last Confession             | Margaret Riley | Cortometraje   | [ 12 ] |
| 2006 | Jekyll + Hyde                  | Prof. Poole    | Vídeo          | [ 13 ] |
| 2007 | 14 Days in Paradise            | Barbara        |                | [ 14 ] |
| 2009 | A Touch of Grey                | Barb           |                | [ 15 ] |
| 2010 | Drop Zone: Fiji                |                |                | [ 16 ] |
| 2012 | C.E.O.                         | Juliette       | Cortometraje   | [ 17 ] |
| 2012 | Looking Is the Original Sin    | Helene         |                | [ 18 ] |
| 2013 | Blackline: The Beirut Contract | Autumn         | Postproducción | [ 19 ] |
| 2014 | Devil's Mile                   | Cally          | Postproducción | [ 20 ] |
| 2015 | No Deposit                     | Maureen Ryan   |                | [ 21 ] |

| Año       | Título                                 | Rol                        | Notas | Ref.   |
| --------- | -------------------------------------- | -------------------------- | --- | ------ |
| 1987      | Walt Disney's Wonderful World of Color | No aparece en los créditos | Episodio: "The Liberators"                                                                                 |        |
| 1988      | Diamonds                               |                            | Episodio: "By the Book"                                                                                    | [ 22 ] |
| 1988      | The Child Saver                        | Lola                       | Telefilme                                                                                                  | [ 23 ] |
| 1988      | Night Heat                             | Leoni Drake                | Episodio: "Goodbodies"                                                                                     | [ 24 ] |
| 1989      | Mi doble identidad                     | Patricia                   | Episodio: "The Video Connection"                                                                           | [ 25 ] |
| 1989      | War of the Worlds                      | Estelle                    | Episodio: "He Feedeth Among the Lilies"                                                                    | [ 26 ] |
| 1989      | Street Legal                           | Isabel Margues             | Episodio: "Brotherhoods"                                                                                   | [ 27 ] |
| 1989-1991 | E.N.G.                                 | Martha Antonelli           | Papel recurrente (9 episodios)                                                                             | [ 28 ] |
| 1990      | The Kids in the Hall                   | Miriam                     | Episode #1.18                                                                                              |        |
| 1991-1994 | Street Legal                           | Laura Crosby               | Papel principal (48 episodios)                                                                             | [ 29 ] |
| 1992      | Revolver                               | Bailarina                  | Telefilme                                                                                                  | [ 30 ] |
| 1992      | Forever Knight                         | Magda                      | Episodio: "For I Have Sinned"                                                                              | [ 31 ] |
| 1993      | Secret Service                         | Meehan                     | Episodio: "Murder for Hire/Don't Bank on It"                                                               | [ 32 ] |
| 1993      | Matrix                                 | Miss Lumley                | Episodio: "Marked Man"                                                                                     | [ 33 ] |
| 1994      | Monster Force                          | Voces adicionales          | Actriz de voz (13 episodios)                                                                               | [ 34 ] |
| 1995      | Kung Fu: La leyenda continúa           | Melanie Parker             | Episodio: "Chinatown Murder Mystery: The Case of the Poisoned Hand"                                        | [ 35 ] |
| 1995      | Tails You Live, Heads You're Dead      | Melanie Quint              | Telefilme                                                                                                  | [ 36 ] |
| 1995-1996 | TekWar                                 | Lt. Sam Houston            | Papel principal (13 episodios)                                                                             | [ 37 ] |
| 1996      | Moonshine Highway                      | Ethel Miller               | Telefilme                                                                                                  | [ 38 ] |
| 1996      | Relativity                             | Julia Cordoza              | Episodios: "Valentine's Day", "Just One More Thing"                                                        | [ 39 ] |
| 1996      | Ángel para todo                        | Allison                    | Telefilme                                                                                                  | [ 40 ] |
| 1997      | Frasier                                | Leslie Wellman             | Episodio: "Three Dates and a Break Up"                                                                     | [ 41 ] |
| 1997      | El abogado                             | A.D.A. Cindy Lichtman      | Episodio: "The Civil Right"                                                                                | [ 42 ] |
| 1998      | The Outer Limits                       | Jennifer Rigny             | Episodio: "Black Box"                                                                                      | [ 43 ] |
| 1998-1999 | Mercy Point                            | Dr. Haylen Breslauer       | Papel principal (8 episodios)                                                                              | [ 44 ] |
| 1999      | The Crow: Stairway to Heaven           | D.A. Shaw                  | Episodio: "The People vs. Eric Draven"                                                                     | [ 45 ] |
| 1999      | Little Men                             | Sadie Burns                | Episodio: "Three Angry Women"                                                                              | [ 46 ] |
| 2001      | RoboCop: Prime Directives              | Sara Cable                 | Miniserie                                                                                                  | [ 47 ] |
| 2001-2002 | Blue Murder                            | Insp. Victoria Castillo    | Papel principal (26 episodios)                                                                             | [ 48 ] |
| 2002      | Monk                                   | Monica Waters              | Episodio: "Mr. Monk and the Other Woman"                                                                   | [ 49 ] |
| 2002      | Doc                                    |                            | Episodio: "On Pins and Needles"                                                                            | [ 50 ] |
| 2002      | Tocando el cielo                       | Kate Layton                | Telefilme                                                                                                  | [ 51 ] |
| 2003      | The Pentagon Papers                    | Carol Ellsberg             | Telefilme                                                                                                  | [ 52 ] |
| 2004      | 24                                     | Rachel Forrester           | Episodios: "Day 3: 7:00 a.m. – 8:00 a.m.", "Day 3: 8:00 a.m. – 9:00 a.m.", "Day 3: 9:00 a.m. – 10:00 a.m." | [ 53 ] |
| 2004      | JAG: Alerta roja                       | Alicia Montes              | Episodios: "Retrial", "The Four Percent Solution"                                                          | [ 54 ] |
| 2005      | Terminal City                          | Katie Sampson              | Papel principal (10 episodios)                                                                             | [ 55 ] |
| 2006      | For the Love of a Child                | Annie                      | Telefilme                                                                                                  | [ 56 ] |
| 2006      | Engaged to Kill                        | Abby Lord                  | Telefilme                                                                                                  | [ 57 ] |
| 2008      | Los misterios de Murdoch               | Sarah Pensell              | Episodios: "Elementary, My Dear Murdoch", "Bad Medicine"                                                   | [ 58 ] |
| 2010      | Bloodletting & Miraculous Cures        | Dr. Miniadis               | Episodios: "Code Clock", "Family Practice"                                                                 | [ 59 ] |
| 2011      | La reina de las sombras                | Donna                      | Episodio: "Fae Gone Wild"                                                                                  | [ 60 ] |
| 2012      | King                                   | Abigail Faulkner           | Episodio: "Justice Calvin Faulkner"                                                                        | [ 61 ] |
| 2012      | Flashpoint                             | Wendy Travis               | Episodio: "Eyes in"                                                                                        | [ 62 ] |
| 2012      | Transporter: The Series                | Blanche Xavier             | Episodio: "Dead Drop"                                                                                      | [ 63 ] |
| 2013      | Holidaze                               | Jen                        | Telefilme                                                                                                  | [ 64 ] |
| 2014      | Hannibal                               | Marion Vega                | Episodio: "Hassun"                                                                                         | [ 65 ] |
| 2020      | Hudson & Rex                           | Veronica Kaatchi           | Episodio: "Art of Darkness"                                                                                | [ 66 ] |

## Premios y candidaturas

### Premios Gemini
| Año  | Edición | Categoría                                                      | Serie de televisión | Resultado |
| ---- | ------- | -------------------------------------------------------------- | ------------------- | --------- |
| 2001 | XVI     | Mejor interpretación dramática femenina en un papel continuado | Blue Murder         | Nominada  |

### ACTRA Toronto Awards
| Año  | Edición | Categoría                           | Serie de televisión | Resultado |
| ---- | ------- | ----------------------------------- | ------------------- | --------- |
| 2007 | V       | Interpretación excepcional femenina | Terminal City       | Ganadora  |

### Canadian Comedy Awards
| Año  | Edición | Categoría                                     | Película        | Resultado |
| ---- | ------- | --------------------------------------------- | --------------- | --------- |
| 2011 | XIII    | Mejor interpretación femenina en una película | A Touch of Grey | Ganadora  |